# Astro
Astro (кор. 아스트로) — південнокорейський бой-бенд, створений компанією Fantagio. Гурт дебютував у 2016 році з синглом «Hide & Seek» з мініальбому Spring Up. Billboard назвав їх одним із найкращих нових k-pop гуртів 2016 року. Початково Astro складалися з шести учасників: MJ, Джінджін, Чха Ину, Рокі, Мунбін та Юн Санха. У лютому 2023 року гурт покинув Рокі, а 19 квітня того ж року Мунбін помер. 

## Назва та фандом
Назва Astro (아스트로) іспанською мовою означає «зірка». Вона мала символізувати прагнення молодих учасників стати зірками, що отримуватимуть любов фанатів.
Фандом гурту має назву AROHA (아로하), що має подвійне значення. В корейській «A» («아») and «RO» («로») були взяті з «ASTRO» («아스트로»), а склад «HA» (하) походить зі слова «hana» (하나), що корейською означає «один». Таким чином, значення назви фандому приблизно таке: «Для Астро їхні фани — єдині».

## Кар'єра

### Додебютний період
Компанія Fantagio мала програму розвитку талантів новачків, відому як iTeen Boys. У ній займалися майбутні учасники Astro. У серпні 2015 року було оголошено назву майбутнього гурту та імена його учасників. Того ж місяця вони знялися у веб-серіалі під назвою To Be Continued.
У січні 2016 року Astro знялася у власному реаліті-шоу Astro OK! Ready.

### 2016: дебют з мініальбомомSpring Up
Дебютний мініальбом Astro Spring Up вийшов 23 лютого 2016 року. Протягом тижня після виходу Spring Up досяг 6-го місця в чарті Billboard World Albums у США, а також 4-го місця в музичному чарті Gaon. 25 лютого гурт випустив кліп на «Cat's Eye», що містив кадри кліпи з веб-серіалу To Be Continued. 13 квітня гурт став єдиним корейським виконавцем, запрошеним на LeTV Entertainment Awards в Китаї.
Реліз другого мініальбому гурту Summer Vibes відбувся 1 липня. Він посів 6 місце в чарті Billboard World Albums і 21 місце в — Billboard World Digital Songs Chart.
Влітку Astro виступили на фестивалі KCON 2016 у Лос-Анджелесі, а 27–28 серпня в арт-центрі KEPCO в Сеулі вони вже провели свій перший сольний концерт. Протягом жовтня та листопада гурт проводив шоукейси в Японії, Індонезії та Таїланді.
10 листопада вийшов третій мініальбом гурту Autumn Story.

### 2017:Winter Dream,Dream Part.01таDream Part.02
22 лютого Astro випустили спеціальний альбом Winter Dream з головною композицією «Should Have Held On (Again)». Попри те, що альбом став завершальною частиною концепції сезонних альбомів групи, він не просувався на музичних шоу.
29 травня Astro випустили свій четвертий мініальбом Dream Part.01 із головною композицією «Baby». З 15 липня по 29 серпня група провела свій перший тур під назвою «The 1st ASTROAD» з виступами в Сеулі, Осаці та Токіо.
1 листопада Astro випустили свій п'ятий мініальбом Dream Part.02 із головною композицією «Crazy Sexy Cool». 10 січня 2018 року група випустила обмежену версію свого альбому Dream Part.02 'Wish', у якому було розпродано всі 10 000 копій лише за попередні замовлення. Спеціальний альбом містить вірш учасника Ча Ину приховане слово «Спасибі», а також поляроїди, які учасники зробили самі.

### 2018:Rise Upі групова перерва
24 липня Astro випустили спеціальний мініальбом Rise Up із головною композицією «Always You». Альбом не рекламувався у музичних шоу через внутрішні проблеми лейблу Fantagio. Проте, протягом серпня 2018 року група подорожувала такими містами, як Нагоя, Осака та Токіо.

### 2019:All Night,Venus,Blue Flameта перерва у діяльності Мунбіна
16 січня гурт випустив All Light - свій перший повноформатний альбом, який також був першим релізом після 8-місячної перерви. Головною композицією стала «All Night». Для подальшого просування свого першого повноформатного альбому гурт провів концертний тур «The 2nd ASTROAD Tour» містами Азії та Північної Америки. 29 січня Astro отримали свою першу в кар'єрі нагороду на музичному шоу SBS MTV The Show.
3 квітня Astro випустили свій дебютний японський мініальбом Venus, який містив три оригінальні японські треки разом із трьома японськими версіями їхніх корейських синглів «Baby», «Always You» та «All Night». Альбом став успішним, дебютувавши на 2 місці в щоденному чарті альбомів найбільшого музичного сайту Японії Oricon.
12 листопада Fantagio Music оголосили, що Мунбін йде на перерву, щоб оговтатися від проблем зі здоров'ям і зосередитися на лікуванні. Попри це, він взяв участь в підготовці альбому і знявся в кліпі на «Blue Flame». 20 листопада Astro випустили свій шостий мініальбом Blue Flame з однойменною головною композицією.

### 2020:One&Only,Gateway, «No, I Don't» і перший саб'юніт
14 лютого Мунбін з'явився на трансляції на платформі Vlive разом з іншими учасниками Astro, що означало завершення його перерви. 13 березня Astro випустили спеціальний сингл альбом One&Only до 4-ї річниці свого дебюту.
4 травня Astro випустили свій сьомий мініальбом Gateway, з якого просували пісню «Knock». 13 травня 2020 року вони отримали нагороду музичного телешоу Show Champion, що стало другою перемогою групи за кар'єру. 28 червня 2020 року Astro провели онлайн-концерт '2020 ASTRO Live on WWW. Того ж дня вони випустили цифровий сингл «No, I Don't», який вперше виконали на цьому концерті.
14 вересня перший юніт гурту Moonbin & Sanha випустив свій мініальбом In-Out із головною композицією «Bad Idea». Вони здобули перемогу на телешоу The Show.
31 грудня Astro випустили спеціальний цифровий сингл «We Still (Be With U)», який був новим аранжуванням композиції «We Still» з їхнього сьомого мініальбому Gateway.

### 2021:All Yours,Switch Onі перше соло
5 квітня Astro випустили свій другий повноформатний альбом All Yours і його заголовну композицію «One». 13 квітня вони здобули нагороду The Show, а наступного дня — другу, на Show Champion. 15 квітня вони здобули третю перемогу цього камбеку на M Countdown. 10 червня All Yours отримав статус платинового південнокорейського чарту альбомів Gaon.
2 серпня Astro випустили свій восьмий мініальбом Switch On з головною композицією «After Midnight». З нею вони здобули чотири перемоги на музичних телешоу.
7 жовтня Switch On отримав платинову сертифікацію на Gaon, ставши їхнім другим платиновим альбомом.
2 вересня Astro випустили промо-сингл «Alive» для мобільного додатка Universe.
3 листопада відбувся сольний дебют Емджея (MJ). 29 листопада він переміг у шоу телеканалу SBS The Trot Show і став першим к-поп ідолом, який здобув перше місце на The Trot Show.

### 2022: другий юніт, зарахування  MJ на військову службу таDrive to the Starry Road
17 січня учасники Джінджін та Рокі дебютували у складі другого юніту Jinjin & Rocky.
13 березня Astro провели щорічну зустріч із шанувальниками — Gate 6,  щоб відзначити шосту річницю свого дебюту. Цього разу вона відбулася як онлайн, так і офлайн, що стало їхнім першим концертом із живою аудиторією з 2019 року до пандемії COVID-19.
Під час фан-зустрічі MJ оголосив, що 9 травня вступить на обов'язкову військову службу. Таким чином він став першим учасником Astro, зарахованим до армії увійшовши до складу військового оркестру.
16 травня Astro випустили свій третій повноформатний альбом Drive to the Starry Road з заголовною композицією «Candy Sugar Pop». До альбому також увійшли сольні пісні у виконанні всіх шести учасників. 24 травня вони отримали свою першу нагороду з «Candy Sugar Pop» на The Show. 25 травня гурт отримав свій другий трофей на Show Champion. 26 травня Astro взяли свій третій трофей на музичному шоу M Countdown. 27 травня вони здобули свій четвертий трофей на Music Bank, що стало їхньою першою перемогою без участі на музичному шоу. 28 та 29 травня Astro провели свій третій сольний концерт — The 3rd ASTROAD to Seoul [STARGAZER] на стадіоні Джамсіль у Сеулі. 31 травня було оголошено, що квитки на їхній сольний концерт у Японії — The 3rd ASTROAD to Japan [STARGAZER], який відбувся 3 та 4 червня, були розпродані невдовзі після надходження у продаж.
21 липня Astro випустили промо-сингл «U&Iverse» через Universe Music для мобільного застосунку Universe. «U&Iverse» дебютувала на 96 місці в чарті завантажень.

### 2023: вихід Рокі із гурту, смерть Мунбіна
28 лютого агентство випустило заяву, що Рокі завершить свою діяльність як учасник Astro і не продовжуватиме свій контракт з Fantagio. Надалі Astro просуватиметься у складі п'яти осіб. На цей час агентство зосереджено на просуванні юнітів та сольному просуванні учасників гурту. Вихід Рокі з гурту ознаменував припинення діяльності юніту Jinjin & Rocky.
19 квітня Мунбін був знайдений мертвим у власному помешканні.

## Учасники

### Поточний склад
| Сценічне ім'я    | Сценічне ім'я | Сценічне ім'я | Справжнє ім'я | Справжнє ім'я | Справжнє ім'я | Дата народження                                  | Позиція у гурті                               |
| Українською      | Латиницею     | Хангилем      | Українською   | Латиницею     | Хангилем      | Дата народження                                  | Позиція у гурті                               |
| ---------------- | ------------- | ------------- | ------------- | ------------- | ------------- | ------------------------------------------------ | --------------------------------------------- |
| Джінджін         | Jinjin        | 진진          | Пак Джіну     | Park Jin Woo  | 박진우        | 15 березня 1996 (29 років)                       | Лідер, головний репер, провідний танцюрист    |
| Емджей           | MJ            | 엠제이        | Кім Мьонджун  | Kim Myung Jun | 김명준        | 5 березня 1994 (31 рік)                          | Головний вокаліст                             |
| Чха Ину          | Cha Eunwoo    | 차은우        | Лі Донмін     | Lee Dong Min  | 이동민        | 30 березня 1997 (28 років)                       | Вокаліст                                      |
| Юн Санха         | Yoon Sanha    | 산하          | Юн Санха      | Yoon San Ha   | 윤산하        | 21 березня 2000 (25 років)                       | Провідний вокаліст, макне                     |
| Колишні учасники |               |               |               |               |               |                                                  |                                               |
| Рокі             | Rocky         | 라키          | Пак Мінхьок   | Park Min Hyuk | 박민혁        | 25 лютого 1999 (26 років)                        | Головний танцюрист, провідний репер, вокаліст |
| Мунбін           | Moonbin       | 문빈          | Мун Бін       | Moon Bin      | 문빈          | 26 січня 1998 — 19 квітня 2023 (у віці 25 років) | Головний танцюрист, провідний вокаліст        |

## Дискографія
- All Light (2019)
- All Yours (2021)
- Drive to the Starry Road (2022)

## Фільмографія

### Вебсеріали
| Рік  | Назва           | Телемережа    | Ролі             |
| ---- | --------------- | ------------- | ---------------- |
| 2015 | To Be Continued | Naver TV Cast | Грали самих себе |
| 2017 | Sweet Revenge   | Oksusu        | Грали самих себе |
| 2019 | Soul Plate      | Naver TV Cast | Грали самих себе |

### Реаліті-шоу
| Рік  | Назва                  | Телемережа  | Прим.  |
| ---- | ---------------------- | ----------- | ------ |
| 2016 | Astro OK! Ready        | MBC Every 1 | [ 70 ] |
| 2016 | ASTRO Project: A.Si.A  | MBC Music   | [ 71 ] |
| 2020 | Thousand Days of ASTRO | Seezn       | [ 72 ] |
| 2021 | Astro Zone             | YouTube     | [ 73 ] |
| 2022 | Astro Hostel           | YouTube     | [ 74 ] |

## Концерти й тури

### Тури по Азії
- 1-й ASTROAD до Сеула (2017)[75]
- 2nd ASTROAD to Seoul: Star Light, Part 1 (2018)[76]
- 3rd ASTROAD 'STARGAZER' (2022)[77]

### Світові тури
- 2nd ASTROAD: Star Light (2019)[78][79]

### Онлайн концерти
- Astro Live на WWW (2020)[80]

## Нагороди та номінації
| Нагорода                            | Рік  | Категорія                                | Номінант / Робота        | Результат | Прим.           |
| ----------------------------------- | ---- | ---------------------------------------- | ------------------------ | --------- | --------------- |
| Asia Artist Awards                  | 2016 | Most Popular Artists (Singer)            | Astro                    | Номінація | [ 81 ]          |
| Asia Artist Awards                  | 2017 | New Wave Award                           | Astro                    | Перемога  | [ 82 ] [ 83 ]   |
| Asia Artist Awards                  | 2017 | Popularity Award                         | Astro                    | Номінація | [ 84 ]          |
| Asia Artist Awards                  | 2020 | Male Idol Popularity Award               | Astro                    | Номінація | [ 85 ]          |
| Asia Artist Awards                  | 2021 | Male Idol Popularity Award               | Astro                    | Номінація | [ 86 ]          |
| Asia Artist Awards                  | 2021 | Best Musician Award                      | Astro                    | Перемога  | [ 87 ] [ 88 ]   |
| Asia Artist Awards                  | 2022 | Popularity Award                         | Astro                    | Номінація | [ 89 ]          |
| Circle Chart Music Awards           | 2017 | Rookie of the Year — Album               | Spring Up                | Номінація | [ 90 ]          |
| Circle Chart Music Awards           | 2017 | Popularity Award                         | Astro                    | Номінація | [ 91 ]          |
| Circle Chart Music Awards           | 2020 | Album of the Year — 1st Quarter          | All Light                | Номінація | [ 92 ]          |
| Dahsyatnya Awards                   | 2017 | Outstanding Guest Star                   | Astro                    | Перемога  | [ 93 ]          |
| The Fact Music Awards               | 2021 | Artist of the Year (Bonsang)             | Astro                    | Перемога  | [ 94 ]          |
| Golden Disc Awards                  | 2017 | Best New Artist                          | Astro                    | Номінація | [ 95 ]          |
| Golden Disc Awards                  | 2017 | Popularity Award                         | Astro                    | Номінація | [ 96 ]          |
| Golden Disc Awards                  | 2018 | Disc Bonsang                             | Dream Part.01            | Номінація | [ 97 ]          |
| Golden Disc Awards                  | 2018 | Global Popularity Award                  | Astro                    | Номінація | [ 98 ]          |
| Golden Disc Awards                  | 2020 | Disc Bonsang                             | All Light                | Номінація | [ 99 ]          |
| Golden Disc Awards                  | 2020 | Most Popular Artist                      | Astro                    | Номінація | [ 100 ]         |
| Golden Disc Awards                  | 2020 | Best Male Performance Award              | Astro                    | Перемога  | [ 101 ] [ 102 ] |
| Golden Disc Awards                  | 2022 | Disc Daesang                             | All Yours                | Номінація | [ 103 ]         |
| Golden Disc Awards                  | 2022 | Seezn Most Popular Artist Award          | Astro                    | Номінація | [ 104 ]         |
| Hanteo Music Awards                 | 2021 | Artist Award — Male Group                | Astro                    | Номінація | [ 105 ]         |
| Korean Culture Entertainment Awards | 2016 | K-Pop Artist Award                       | Astro                    | Перемога  | [ 106 ]         |
| Korean Culture Entertainment Awards | 2020 | K-Pop Artist Award                       | Astro                    | Перемога  | [ 107 ]         |
| Melon Music Awards                  | 2016 | Best New Artist                          | Astro                    | Номінація | [ 108 ]         |
| Mnet Asian Music Awards             | 2016 | Best New Male Artist                     | Astro                    | Номінація | [ 109 ]         |
| Mnet Asian Music Awards             | 2016 | HotelsCombined Artist of the Year        | Astro                    | Номінація | [ 110 ]         |
| Mnet Asian Music Awards             | 2021 | Worldwide Fans' Choice Top 10            | Astro                    | Номінація | [ 111 ]         |
| Mnet Asian Music Awards             | 2022 | Worldwide Fans' Choice Top 10            | Astro                    | Номінація | [ 112 ]         |
| MTV Europe Music Awards             | 2020 | Best Korean Act                          | Astro                    | Номінація | [ 113 ]         |
| Seoul Music Awards                  | 2017 | Best New Artist                          | Astro                    | Номінація | [ 114 ]         |
| Seoul Music Awards                  | 2017 | Main Prize (Bonsang)                     | Astro                    | Номінація | [джерело?]      |
| Seoul Music Awards                  | 2017 | Popularity Award                         | Astro                    | Номінація | [ 115 ]         |
| Seoul Music Awards                  | 2017 | K-Wave Special Award                     | Astro                    | Перемога  | [ 116 ]         |
| Seoul Music Awards                  | 2020 | Main Prize (Bonsang)                     | Blue Flame               | Номінація | [ 117 ]         |
| Seoul Music Awards                  | 2020 | QQ Music Most Popular K-Pop Artist Award | Astro                    | Номінація | [ 118 ]         |
| Seoul Music Awards                  | 2021 | Main Prize (Bonsang)                     | Astro                    | Номінація | [ 119 ]         |
| Seoul Music Awards                  | 2021 | K-Wave Special Award                     | Astro                    | Номінація | [ 119 ]         |
| Seoul Music Awards                  | 2022 | Main Prize (Bonsang)                     | Switch On                | Номінація | [ 120 ]         |
| Seoul Music Awards                  | 2022 | Popularity Award                         | Switch On                | Номінація | [ 120 ]         |
| Seoul Music Awards                  | 2022 | K-Wave Special Award                     | Switch On                | Номінація | [ 120 ]         |
| Seoul Music Awards                  | 2022 | U+Idol Live Best Artist Award            | Astro                    | Номінація | [ 121 ]         |
| Seoul Music Awards                  | 2023 | Main Prize (Bonsang)                     | Drive to the Starry Road | Номінація | [ 122 ]         |
| Seoul Music Awards                  | 2023 | K-Wave Special Award                     | Drive to the Starry Road | Номінація | [ 122 ]         |
| Soribada Best K-Music Awards        | 2019 | Global Hot Trend Award                   | Astro                    | Перемога  | [ 123 ]         |
| Soribada Best K-Music Awards        | 2020 | Bonsang Award                            | Astro                    | Перемога  | [ 124 ]         |
| Soribada Best K-Music Awards        | 2020 | Global Artist Award                      | Astro                    | Перемога  | [ 124 ]         |
| Soribada Best K-Music Awards        | 2020 | Male Popularity Award                    | Astro                    | Номінація | [ 125 ]         |